# 长春镇 (益阳市)
长春镇是湖南省益阳市资阳区下辖的一个镇，位于益阳城区北部，紧邻城区。
2024年4月1日，将长春镇的马良、白马山、龙塘、清水潭、新祝5个社区居委会成建制划入汽车路街道，将长春镇的五里堆、接城堤、杨树、南丰4个社区居委会成建制划入大码头街道。

## 历史
2005年，原香铺仑乡、长春镇和过鹿坪镇成建制合并，设立新的长春镇，镇人民政府驻桃子塘（原香铺仑乡人民政府驻地）。
2000年人口普查时，长春镇43830人，过鹿坪镇25844人，香铺仑乡31885人，合计101559人。

## 所辖村居
居民委员会：
- 联盟社区
- 马良社区（属长春工业园区，益阳城区的城郊结合部）
- 白马山社区（属长春工业园区，益阳城区的城郊结合部）
- 五里堆社区（属长春工业园区，益阳城区的城郊结合部，合并前长春镇政府驻地）

村民委员会：
|  | - 白鹿铺村 - 南丰村 - 清水潭村（益阳城区的城郊结合部） - 官楼坪村 - 新祝村 - 打伞村 - 凤形山村 - 沿河院村 - 甘溪港村 - 双利村 | - 过鹿坪村（原过鹿坪乡政府驻地） - 和平村 - 香山村 - 油狮村 - 南门桥村 - 曙光村 - 桃子塘村（镇政府所在地） - 黄箭村 - 先锋桥村 - 保安村 | - 东香村 - 九条龙村 - 碑石仑村 - 许家坝村 - 赤家咀村 - 李家坪村 - 七鸭子村 - 流源桥村 - 新屋山村 - 幸福村 |

2024年调整后，长春镇辖联盟、白鹿铺2个居委会，曙光、过鹿坪、沿河垸、油狮、香山、双利、凤形山、打伞树、官楼坪、七鸭子、先锋桥、黄箭、幸福、东香、皇家湖、龙凤港、紫薇、新源、南门桥、和平、甘溪港、李家坪22 个村委会。